# Saint-Hilaire-des-Loges
Saint-Hilaire-des-Loges település Franciaországban, Vendée megyében. Lakosainak száma 1904 fő (2022. január 1.). Saint-Hilaire-des-Loges Coulonges-sur-l’Autize, Saint-Maixent-de-Beugné, Saint-Pompain, Faymoreau, Foussais-Payré, Xanton-Chassenon és Rives-d’Autise községekkel határos.

## Népesség
A település népessége az elmúlt években az alábbi módon változott:
| Lakosok száma | 1960 | 1961 | 2013 | 1950 | 1936 | 1921 | 1911 | 1903 | 1904 |
|               | 2013 | 2015 | 2016 | 2017 | 2018 | 2019 | 2020 | 2021 | 2022 |